# Wies bei Grüntegernbach
Wies bei Grüntegernbach ist ein Gemeindeteil der Stadt Dorfen im oberbayerischen Landkreis Erding.

## Lage
Die Einöde Wies liegt auf der Gemarkung Grüntegernbach 8,5 Kilometer nordöstlich von Dorfen und 2,3 Kilometer nordwestlich von Buchbach.

## Bevölkerungsentwicklung
Um 1950 gab es in Wies bei Grüntegernbach zwei Einwohner. Im Mai 1987 lebten dort fünf Einwohner in einem Wohngebäude.
| Jahr      | 1950 | 1970 | 1987 |
| Einwohner | 2    | 6    | 5    |